# Luboš Horký
Luboš Horký (* 14. listopadu 1997 Znojmo) je český hokejový útočník, hráč Pelicans.
Je odchovancem klubu HC Kometa Brno, kde prošel jednotlivými mládežnickými kategoriemi. V sezóně 2016/2017 byl kapitánem juniorského týmu. O rok později hrál v juniorském týmu Komety, v týmu Přerova v druhé nejvyšší soutěži i A týmu HC Kometa Brno.  V závěru sezóny se mu podařil „double“, když získal titul s juniorským týmem i A týmem Komety Brno.